# Vier um die Frau
Vier um die Frau er en tysk stumfilm fra 1921 af Fritz Lang.

## Medvirkende
- Hermann Böttcher
- Carola Toelle som Florence Yquem
- Lilli Lohrer
- Ludwig Hartau som Harry Yquem
- Anton Edthofer som Werner Krafft
- Robert Forster-Larrinaga som Meunier
- Lisa von Marton som Margot